# Радянсько-польський обмін ділянками територій (1951)
По́льсько-радя́нський о́бмін діля́нками терито́рій 1951 ро́ку — найбільший мирний обмін територіями в історії Польщі та одна з найбільших змін кордонів у післявоєнній історії Європи та Радянського Союзу, що супроводжувався депортацією близько 32 тисяч українців з території Бойківщини на Південь УРСР.
Згідно з угодою, складеною у Москві 15 лютого 1951 року, Польська республіка і Союз Радянських Соціалістичних Республік обмінялись ділянками державних територій площею по 480 км².

## Предмет обміну
З ініціативою щодо обміну ділянками територій виступив Уряд Польської республіки.
Метою Польщі було отримання нафтопромислів Нижньо-Устрицького району, в обмін на які Радянський Союз отримував «зручне залізничне сполучення».
Існує думка, що неофіційним ініціатором був Радянський Союз, який відігравав провідну роль у прийнятті більшості рішень урядів соціалістичних країн, який у результаті обміну отримував перспективний Львівсько-Волинський кам'яновугільний басейн.
Угода ґрунтувалась «на принципі взаємного обміну кілометр на кілометр», в результаті якого Польська республіка отримувала ділянку у Дрогобицькій області загальною площею 480 км², передаючи Радянському Союзу рівну за розміром ділянку у Люблінському воєводстві. Розташована на цих територіях нерухома власність передавалася безоплатно й у справному стані, а її вартість компенсації не підлягала. Кожна сторона могла вивозити своє рухоме майно, резервне і невстановлене обладнання. Надавалося право перенесення своїх прикордонних споруд і устаткування.
Населення, що проживало на переданих ділянках, мало би залишатися у межах своєї держави, яка самостійно вирішувала питання про його переселення.
Передача ділянок і відселення населення планувалося здійснити протягом 6 місяців після вступу умови в силу.
Для вирішення питань, пов'язаних з передачею майна, була створена змішана польсько-радянська комісія уповноважених у складі:
- Старші уповноважені з прийому та передачі майна на обмінюваних ділянках:
  - Від СРСР — Тищенко М. І.
  - Від Польщі — Конопка В. А.
- Уповноважені з прийому та передачі майна на ділянці, переданій СРСР Польщі:
  - Від СРСР — Теньковскій М. Г.
  - Від Польщі — Новак С. І.
- Уповноважені з прийому та передачі майна на ділянці, переданій Польщею СРСР:
  - Від СРСР — Сірош І. Л.
  - Від Польщі — Поль Л. В.

### Територія, що перейшла від СРСР до Польської республіки

Ділянка, що перейшла до Польщі

Передана Польщі ділянка здавна відносилась до етнічних земель бойків. Однією з умов обміну було виселення місцевого населення.
Депортації зазнали жителі міста Нижні Устрики (інакше Нижньо-Устріки) — адміністративного центру району, сіл Бандрів, Береги Долішні, Гошів, Гошівчик, Дашівка, Лобізва, Лодина, Мочари, Панищів, Поляна, Росохате, Рябе, Рівня, Середнє Мале, Скородне, Смільник, Соколе, Соколова Воля, Солина, Стерв'яжик (Стряжики), Телешниця-Ошварова (Ошарова) та Телешниця-Сянна (Сянна), Устянове, Хміль, Хревть, Чорна, Шевченкове (Лютовіска), Ясень і хуторів Буковина, Видрине, Воля, Дверничок, Жолобок, Задвір'я, Замлиння, Кадовбище, Кривка, Лази, Лівобрат, Нагірний, Райське, Росолин, Сикавець, Скіркове, Творильний, Устріки, Ялове Нижньо-Устрицького району та сіл Коростенко, Смільниця, Ліскувате і Стебник Хирівського району, сіл Міхньовець (Михновець), Ліп'є (Лип'є) і Бистре Стрілківського району.
Також були депортовані жителі сіл Журавин (інакше Журавка) Нижньо-Устрицького району та Нанове Хирівського, які потрапляли у прикордонну смугу.
Сім'ї колгоспників цих населених пунктів були відправлені у колгоспи Первомайського, Березівського, Цебриківського, Роздільнянського, Кривоозерського, Троїцького і Врадіївського районів Одеської області, Артемівського, Тельманівського, Краснолиманського, Волноваського, Будьонівського і Олександрівського районів Сталінської області, Нововоронцовського і Бериславського районів Херсонської області , Жовтневого, Варварівського, Снігурівського і Баштанського районів Миколаївської області.
Сім'ї робітників і службовців, які складали незначну частину населення, були переведені на інші підприємства, більшою частиною Дрогобицької області. Це були, здебільшого, працівники нафтовидобувних галузей, залізничники і службовці соціальної сфери.
З 48 тисяч гектарів території 20,5 тисяч становили орні землі, 15,5 — ліси, 9 — сади і 1,7 — пасовища.
У числі нерухомості Польській республіці були передані:
- Нафтопромисел [5] з дебетом у 85 тонн нафти на добу.
- Недіючий нафтоперегінний завод, на території якого працював деревообробний завод.
- Дві електростанції (на 55 кВт і 345 кВт).
- Механічна майстерня (з кузнею, зварювальним та слюсарним цехами).
- Лісопильний завод.
- Контора зв'язку, телефонна станція та радіовузол у Нижніх Устриках.
- 42 школи, 15 клубів, будинок культури, кінотеатр.
- 5 лікарень.
- 7667 адміністративних, господарських та житлових будівель.
- Залізничні станції Устрики Дольні і Кросценко (у Коростенко) і 17 км залізниць широкої колії.
- 76 км шосейних доріг.

### Територія, що перейшла від Польської республіки до СРСР

Ділянка, що перейшла до СРСР

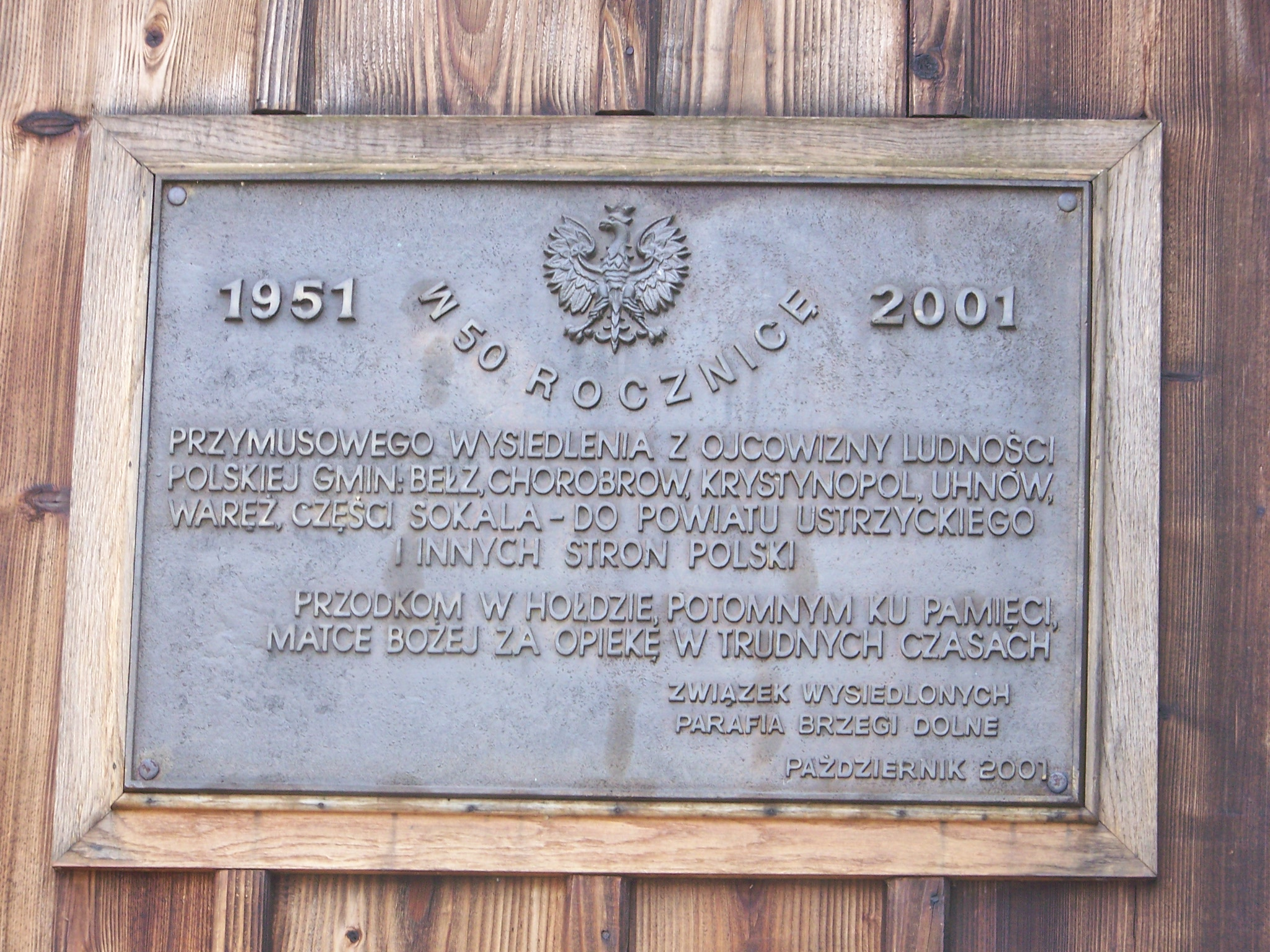
Пам'ятна дошка в пам'ять 50-річчя примусового виселення

СРСР отримав ділянку Люблінського воєводства в трикутнику між річками Бугом, Солокією і Гучвою, на південь від Грубешева і на схід від Томашева. На цій території містилися ось такі населені пункти:
- Варяж,
- Белз,
- Кристинополь,
- Угнів,
- Безеїв, Борятин, Бояничі, Верб'яж (Вербове), Войславичі, Ворохта, Городиловичі, Добрячин, Жабче-Муроване (Муроване), Жужеляни, Заболоття, Забужжя, Завишень, Конотопи, Корк, Корчів, Корчмин, Лешків, Любов (Лубнівка), Мошків (Гута), Меновичі (Ниновичі), Опільсько, Острів, Печигори, Пісочне, Піддубне, Перемисловичі, Русин, Савчин, Себечів, Стаївка, Теляж, Тудорковичі, Тушків, Угринів, Ульвівок, Хатовичі, Хоробрів, Цеблів, Шмітків (Гута).

На територіях 4 ґмін (Кристинополь, Белз, Хоробрів і Угнів), які повністю перейшли до СРСР і 3 гмін (Варяж, Довгобичів та Тарношин), які перейшли частково, мешкало 14 тисяч осіб. Населення цієї території було виселено углиб Польської республіки, а також на територію переданої Польщі ділянки Дрогобицької області.
З 48 тисяч гектарів території 33 тисячі становили орні землі, 9,5 тисяч — луки, 3,3 тис. — ліси і сади 21,2 га.
У числі нерухомості Радянському Союзу були передані:
- Залізничні станції Угнів, Белз, Кристинополь і Сокаль, навантажувальні пункти Корчів, Острів та Ульвовок і 65 км залізничного полотна;
- Електромережу високої напруги протяжністю 44 км;
- 10 діючих малих підприємств, в числі яких:
  - Спиртзавод в селі Лопаївка, продуктивністю 80 декалітрів спирту на добу;
  - Елеватор на залізничній станції Сокаль;
  - Два діючі цегельні заводи (в селі Перемислів і в держгоспі Жджаринки) продуктивністю до 1 млн штук цегли на рік кожен;
- Поштове відділення в місті Белзі та дрібні комутатори в шести населених пунктах;
- 78 км шосейних доріг з покриттям;
- 18 шкільних будівель, 18 читалень і клуб у місті Белз;
- Один лікарняний будинок і одна амбулаторія;
- Більше 9195 житлових, адміністративних та господарських будівель, з яких 8215 залишених відселеним населенням.

## Послідовність подій
15 лютого 1951 року в Москві укладена «Угода між Союзом Радянських Соціалістичних Республік і Польською Народною Республікою від 15 лютого 1951 р. про обмін ділянками державних територій».
26 травня умова ратифікована Сеймом Польської Республіки, 28 травня — президентом Польщі Болеславом Берутом, 31 травня — Верховною Радою СРСР.
5 червня у Варшаві відбувся обмін ратифікаційними грамотами.
Згідно зі ст. 3 умови утворена змішана комісія і розпочаті роботи з демаркації кордону.
23—25 червня на засіданні уповноважених Радянської та Польської сторін затверджені інструкції з передачі і прийому майна на обмінюваних між Союзом РСР і Польською Республікою ділянках державних територій.
9 липня розпочаті роботи з передачі і прийому майна на обмінюваних ділянках територій.
Роботи щодо відселення населення з переданої ділянки Дрогобицької області закінчені до 15 жовтня.
Роботи з підготовки до передачі нафтопромислу закінчені до 19 жовтня.
20 жовтня складені акти з передачі нерухомого майна, ділянки передані і акти підписані.
25 жовтня відведення прикордонних військ на новий кордон.
До 26 жовтня з колишньої радянської території було відселено 7167 сімей з 32 066 чоловік: колгоспників 5995, робітників і службовців 1172.
У південні області направлено 5810 колгоспних сімей, в яких працездатних 14 648 чоловік.
Робота комісії закінчена до 10 листопада 1951 року.
16 листопада відкрито залізничний пасажирський рух (після зміни ширини колії) Львів — Рава-Руська — Угнів — Белз — Кристинополь — Сокаль.
Автобусне сполучення Львів — Белз.
Відновлено міст через р. Солокія у м. Белз.
Закінчено будівництво половини мосту через р. Західний Буг біля м. Сокаль, встановлений проїзд.
Ведеться будівництво другої половини мосту.
Встановлено прямий телефонний і телеграфний зв'язок зі Львовом.
Встановлено тимчасовий радіовузол, діє радіомовлення.
Роботи виконані достроково.
17 листопада у Львові підписана заключна умова.

## Місця переселення
Загалом із 41 села і міста Устрики-Долішні Дрогобицької області у 1951 році 32 066 осіб були переселені до південних областей УРСР — Донецької, Миколаївської, Одеської та Херсонської. Зокрема у 25 селах Донецької області було розселено 10 037 бойків, у 20 селах Одеської — 10 283, у 5 селах Херсонської — 5059, у 10 селах Миколаївської — понад 6000.
На територію Херсонської області у 1951 р. було депортовано 1113 родин (5059 осіб) з 7 сіл колишнього Нижньоустрицького району Дрогобицької області. Нащадки переселенців зараз проживають компактно у 5 селах області: Зміївка Бериславського району, Дудчани, Золота Балка, Михайлівка та Гаврилівка Нововоронцовського району. Більшість депортованих оселили у селах Зміївка (2482 особи) та Дудчани (1043), де вони вже невдовзі становили більшість населення.
У Миколаївській області депортоване населення, загальною кількістю понад 6000 осіб, було розселене у 10 населених пунктах на північному заході та південному-сході області. У смт Криве Озеро було переселено жителів сіл Скородне та Лютовища Нижньо-Устріцького району Дрогобицької області, села Бистре й Лип'я розселили у сусідньому Врадіївському районі, у селах Новопавлівка та Іванівка. Крім того, частину переселенців було спрямовано у села Пересадівка, Калинівка, Михайло-Ларине, Воскресенське Жовтневого району. Найбільша кількість нащадків депортованого населення мешкає у Кривому Озері, де вони компактно проживають у одному з районів селища.
У Донецькій області, у села Званівка, Роздолівка, Верхньокам'янське Артемівського району були переселені бойки з сіл Лісковате та Коросно Хирівського району Дробицької області. У Тельманівський район Донецької області було виселено мешканців села Чорна Нижньо-Устрицького району, зокрема у смт Тельманове було переселено 514 осіб, у село Мічуріне — 282, у село Староласпа — 299, у Олександрівський район (Донецька область), зокрема село Криниці — декілька сотень[джерело?]. Загальна кількість переселених на Донеччину мешканців колишньої Дрогобицької області сягала понад 10 тис. осіб. У пам'ять про це у 2016 році Тельманівський район було перейменовано на Бойківський, але у 2020-му його було ліквідовано як частина адмін реформи. Перейменування селища Тельманове на Бойківське залишається чиним.
До Одеської області у 1951 р. було переселено 10283 мешканців гірських районів Дрогобицької області, близько третини від загальної кількості. Зокрема у село Знам'янка Березівського району Одеської області було переселено 1230 бойків з села Поляна Нижньо-Устрицького району. У Ширяївський район потрапили колишні мешканці Кривки й Хмеля. Переселенці компактно проживають також у селах Агафіївка Любашівського району, Маринове Березівського району, смт Цебрикове Роздільнянського району, смт Миколаївка Березівського району, до сіл Бецилове, Новоукраїнка та Єреміївка Роздільнянського району потрапили жителі сіл Дашівка, Лобізва, Телешниця Ошварова Нижньо-Устрицького району Дрогобицької області.